# 2018年通海地震
2018年通海地震是指2018年8月发生在中国云南省玉溪市通海县的数次地震。该地震序列的2次显著地震的震中均位于北纬24.19度、东经102.71度，地震规模为Ms 5.0级，震源深度约6－7千米。截至2018年8月15日，该次地震共造成24人受伤、至少7.6万人受灾。

## 地质构造
云南省是中国地震活动最活跃的省份之一。云南地区最早有记录的地震发生在公元9世纪，15世纪以来该地区一直被记录到中强地震的发生。从公元9世纪起计，云南省内共发生了32次7级及以上地震。其中，大多数地震发生在浅层走滑断裂上，是该地区地震的特点之一。
2018年通海地震发生在云南省的玉溪地区，这里的地震频率比省内其他地区的更低。据称是发生这次地震的断层线红河断裂带，历史上地震活动较少。沉积岩中的迹象表明，在更新世和全新世时期，红河断裂带发生了几次大地震。自1700年以来至本次地震发生这段时间内，断裂带内没有发生过超过里氏7级的地震，断裂带也被认定已经消亡。自1970年通海地震发生后，红河断裂带被认为正在经历漫长的地震静止期，如日本的断层中央构造线一样，自公元700年以来从未发生过大地震，更早期的全新世时代却发生了大量地震。

## 参数测定

### 13日地震
| 各国地震机构测定的2018年通海地震13日主震的参数     | 各国地震机构测定的2018年通海地震13日主震的参数 | 各国地震机构测定的2018年通海地震13日主震的参数 | 各国地震机构测定的2018年通海地震13日主震的参数 | 各国地震机构测定的2018年通海地震13日主震的参数 |
| 参数                                               | 机构                                           | 机构                                           | 机构                                           | 机构                                           |
| 参数                                               | CENC                                           | USGS                                           | EMSC                                           | GFZ                                            |
| -------------------------------------------------- | ---------------------------------------------- | ---------------------------------------------- | ---------------------------------------------- | ---------------------------------------------- |
| 震中                                               | 24°11′N 102°43′E / 24.19°N 102.71°E            | 24°19′19″N 102°56′28″E / 24.322°N 102.941°E    | 24°21′N 102°51′E / 24.35°N 102.85°E            | 24°18′N 102°43′E / 24.30°N 102.72°E            |
| 震级                                               | Ms 5.0                                         | MW 5.0 Mb 5.0                                  | MW 4.9                                         | MW 4.8                                         |
| 深度                                               | 7千米                                          | 10千米                                         | 10千米                                         | 10千米                                         |
| CENCUSGSEMSCGFZ 各国地震机构测定的本次地震震中位置 |                                                |                                                |                                                |                                                |

成都高新减灾研究所布设的大陆地震预警网在记录到本次地震首动波后发出预警，昆明市和玉溪市分别提前了17秒和1秒收到了预警。
中国地震台网测定，2018年8月13日1时44分24秒，中国云南省玉溪市通海县发生Ms 5.0级地震，震中位于北纬24.19度、东经102.71度，震源深度约为7千米。美国地质勘探局测定的震中为北纬24.322度、东经102.941度，地震规模为MW 5.0级、Mb 5.0级。亥姆霍兹德国地球科学研究中心推定指，本次地震的震级为MW 4.8级。另据欧洲和地中海地震中心推定，本次地震的震级为MW 4.9级。

### 14日地震
中国地震台网测定，2018年8月14日3时50分36秒，中国云南省玉溪市通海县发生Ms 5.0级地震，震中位于北纬24.19度、东经102.71度，震源深度约为6千米。而美国地质勘探局所测得的震级略低，为MW 4.8级。

## 震害情况
受2018年通海地震影响，云南省通海县震感强烈。有当地居民反映称房屋内的吊灯旋转绕圈，还有居民称办公室里的东西摇晃起来，饮水机等物件都掉到了地上。其中，震中距仅8千米不到的江通高速公路项目部震感明显，但所幸无人伤亡。目前，该地震共造成24人受伤，至少有7.6万人受灾。云南省通海县约有8000间房屋受损。7座库坝塘受损，另有一些汽车被砸。
美国地质勘探局根据在互联网在线震感调查页面中收到的震感报告，推测出13日和14日的两次主震的最大烈度均为4(IV)度。

## 震后响应
2018年通海地震发生后，云南省地震局启动了三级应急响应，在1小时内迅速派出32人现场工作队，携带相关仪器连夜与救灾团队前往灾区进行工作。玉溪市民兵应急营二连也接到云南玉溪军分区指令前往灾区展开救援。受到地震影响，灾区电力和电话线路被迫暂时中断。地震当天凌晨3日，云南省地震局紧急召开了本次地震地震的趋势会商会，监测预报处、预报中心和监测中心等部门的成员参加了本次研讨会。4时，云南省地震局召开了有关本次地震的新闻发布会，云南省地震局新闻发言人周光全和云南省地震预报中心专家邬成栋主持了这次发布会。8月14日晚，中华人民共和国应急管理部向云南省紧急调拨了3000顶帐篷、1.2万张折叠床、1.2万件衣被等救灾物资，用于灾区受灾群众的紧急转移安置和过渡期生活救助等工作。同日，云南省地震局内部进行了多次紧急会商，最终推断出通海两次5.0级地震活动衰减正常，震区发生更强烈地震的可能性不大的结论。
云南省玉溪市通海县公安局于2018年8月15日称，当地李某通过微信向他人故意传播了有关2018年通海地震的虚假信息，被抓获归案。同日下午，为吸取2018年通海地震教训，云南省住房和城乡建设厅举行了2018年度住房城乡建设系统地震应急演练。16日，四川中烟工业有限责任公司向灾区正式捐款100万元人民币作为救灾款。